# 塞梅尼夫卡 (波洛希區)
47°19′24″N 36°17′51″E / 47.32333°N 36.29750°E
塞梅尼夫卡是烏克蘭的村落，位於該國東南部扎波羅熱州，由波洛希區的波洛希市鎮負責管轄，始建於1793年，面積8.14平方公里，海拔高度198米，2001年人口1,174，人口密度每平方公里144.2人。